# Federação Ruandesa de Voleibol
A Federação Ruandesa de Voleibol  (em francêsːFédération Rwandaise de Volleyball,FRVB) é  uma organização fundada em 1978 que governa a pratica de voleibol na Ruanda, sendo membro da Federação Internacional de Voleibol e da Confederação Africana de Voleibol, a entidade é responsável por  organizar  os campeonatos nacionais de  voleibol masculino e feminino no país.